# Cache Array Routing Protocol
El Cache Array Routing Protocol (o bien, CARP), en español, Protocolo de selección de enrutamiento de cache, se utiliza en balanceo de carga HTTP requerido a través de múltiples servidores proxy de caché. 
Funciona mediante la generación de un hash para cada URL solicitada. A diferentes hash se genera para cada URL y por separación del hash de la tabla de nombres en forma equitativa (o a partes desiguales; no obstante la carga está destinada en forma desigual), el número total de solicitudes se puede distribuir a varios servidores.
Las implementaciones incluyen a Microsoft Internet Security and Acceleration Server y a Squid caché.
- Datos: Q5015946